# Grice
Pour les articles homonymes, voir Grice (homonymie).
Ne doit pas être confondu avec Gric.
Le grice[réf. nécessaire] est une race de cochons domestiques originaire des Shetland et aujourd'hui disparue. C'était un cochon de petite taille, très agressif avec des petites défenses. Il disparait au cours du XIXe siècle, lorsque ce cochon particulièrement vorace commence à connaître la concurrence d'autres races étrangères,.